# Eucera turcomannica
Eucera turcomannica är en biart som först beskrevs av Ferdinand Morawitz 1880.
Eucera turcomannica ingår i släktet långhornsbin och familjen långtungebin. Inga underarter finns listade i Catalogue of Life.